# Симплока
Си́мплока (грец. ἡ συμπλοκή — «сплетіння»), або сплетіння — складна синтаксична конструкція, в якій граційно поєднується анафора з епіфорою. Широко вживається у фольклорі:
Чи не ті ж мене саблі турецькі порубали, що і вас?

Чи не ті ж мене стрілки-яничарки постріляли, що і вас?
— У тебе задовгі руки, — сказав Прокруст, —

Відрубаємо — і ти будеш щасливий.

— У тебе задовгі ноги, — сказав Прокруст, —

Відрубаємо — і ти будеш щасливий.

— У тебе задовгі вуха, — сказав Прокруст, —

Відрубаємо — і ти будеш щасливий.

— У тебе задовгий язик, — сказав Прокруст, —

Відрубаємо — і ти будеш щасливий.

— У тебе завелика голова, — сказав Прокруст, —

Відрубаємо — і ти будеш щасливий. (…)— Надія Кир'ян
Властива симплока і поезії:
Я сьогодні не прийду додому —

Де я?

Я сьогодні в Київ не приїду —

Де я?

Я сьогодні не дивлюсь на тебе —

Де я?

Я сьогодні — вчора й позавчора —

Де я?.— М. Вінграновський